# 卡尔·默勒
卡尔·默勒（丹麥語：Carl Møller，1887年8月24日—1948年8月27日），丹麦男子赛艇运动员。他曾代表丹麦参加1912年夏季奥林匹克运动会赛艇比赛，获得男子四人单桨有舵手内桨架金牌。